# David Navarro
David Navarro Pedrós (Puerto Sagunto, 25 mei 1980) in een Spaans betaald voetballer die bij voorkeur centraal in de verdediging speelt. Hij verruilde in februari 2012 Neuchâtel Xamax voor Levante UD, waar hij in 2013 zijn contract verlengde tot medio 2016.

## Clubvoetbal
Navarro speelde in de jeugd en het tweede elftal van Valencia CF, CD Mestalla. Op 4 oktober 2001 maakte hij zijn profdebuut in hoofdmacht in een competitiewedstrijd tegen Celta de Vigo (1-1). Vanaf het seizoen 2003/2004 behoorde de verdediger tot de hoofdselectie van Valencia CF. In 2004 won Navarro met Los Chés de Spaanse landstitel, de UEFA Cup en de Europese Supercup.

## Gevecht
Na de UEFA Champions League-wedstrijd tegen Internazionale op dinsdag 6 maart 2007, waarin Navarro's ploeg Valencia CF doorging, ontstond er een vechtpartij. Hij brak de neus van Nicolás Burdisso door hem te slaan. Op 14 maart 2007 werd hem een schorsing van zeven maanden opgelegd door de UEFA, welke straf later werd teruggebracht tot zes maanden.

## Statistieken
| Seizoen | Club            | Wedstrijden | Doelpunten | Competitie       |
| ------- | --------------- | ----------- | ---------- | ---------------- |
| 2001/02 | Valencia CF     | 2           | 0          | Primera División |
| 2002/03 | Valencia CF     | 3           | 0          | Primera División |
| 2003/04 | Valencia CF     | 12          | 0          | Primera División |
| 2004/05 | Valencia CF     | 23          | 1          | Primera División |
| 2005/06 | Valencia CF     | 8           | 2          | Primera División |
| 2006/07 | Valencia CF     | 13          | 1          | Primera División |
| 2007/08 | → RCD Mallorca  | 18          | 0          | Primera División |
| 2008/09 | → RCD Mallorca  | 30          | 1          | Primera División |
| 2009/10 | Valencia CF     | 19          | 2          | Primera División |
| 2010/11 | Valencia CF     | 17          | 1          | Primera División |
| 2011/12 | Neuchâtel Xamax | 16          | 0          | Super League     |
|         | Levante UD      | 4           | 0          | Primera División |
| 2012/13 | Levante UD      | 35          | 1          | Primera División |
| 2013/14 | Levante UD      | 29          | 1          | Primera División |
| 2014/15 | Levante UD      | 21          | 0          | Primera División |
| 2015/16 | Levante UD      | 0           | 0          | Primera División |

1 Vegas ·
2 Son ·
3 Toño ·
4 Pier ·
5 Radoja ·
6 Duarte ·
7 León ·
9 Roger ·
10 Bardhi ·
11 Morales  ·
12 Malsa ·
13 Fernández ·
14 Vezo ·
15 Postigo ·
16 Rochina ·
17 Vukčević ·
18 De Frutos ·
19 Clerc ·
20 Miramón ·
21 Gómez ·
22 Melero ·
23 Coke ·
24 Campaña ·
25 Doukouré ·
34 Cárdenas ·
Coach: López